# Ajn al-Bat Kabir
Ajn al-Bat Kabir (arab. عين البط كبير) – wieś w Syrii, w muhafazie Aleppo, w dystrykcie Ajn al-Arab. W 2004 roku liczyła 1450 mieszkańców.